# Hotel Europejski we Lwowie
Hotel Europejski – jeden z najstarszych hoteli we Lwowie, znajdował się w głównej części miasta przy placu Adama Mickiewicza 4. Obecnie jest to budynek biurowy, mieści siedzibę AT "Ukreximbanku". 

## Historia
Budynek Hotelu Europejskiego powstał w 1804 na posesji oznaczonej numerem konskrypcyjnym 7 1/4. W 1826 został przebudowany według projektu Karola Mate, który zakładał stworzenie halowego wnętrza typowego dla karczmy, układ trzech bram i podwyższony dach z lukarnami. Podczas kolejnej przebudowy w 1870 obiekt uzyskał postać czteropiętrowej kamienicy w stylu renesansowym, hotel prowadziła rodzina Alsnerów. Od 1877 na parterze mieściła się księgarnia i drukarnia Franciszka Richtera, w 1883 została sprzedana Hermanowi Altenbergowi (w latach 1926-1928 znajdowała się tam galeria sztuki). W 1895 hotel kupił Albert Szkowron, który rozbudował go o część restauracyjną zaprojektowaną przez Z. Sułkowskiego. Od 1920 właścicielem był Antoni Uwiera, czternaście lat później na zamówienie właściciela Ferdynand Schmuckler opracował plan gruntownej przebudowy, nadzór budowlany nie wydał pozwolenia nakazując zmiany w projekcie. Kolejny projekt tego samego autora zakładał zmianę okien na pierwszym piętrze, również i ta wersja nie została dopuszczona do realizacji. W 1935 powstał projekt autorstwa Ferdynanda Kasslera, zakładał on wzmocnienie fundamentów oraz dobudowę piątego piętra, rozbudowę klatki schodowej, obłożenie elewacji na parterze płytami ze sztucznego kamienia oraz wykonanie wystroju holu z alabastru. Projekt ten zrealizowano, po zakończonej rozbudowie hotel miał 65 pokoi, a cena noclegu wahała się od 4 do 9 ówczesnych złotych za dobę. Od marca 1939 działała tu kawiarnia "Sztuka", której wysmakowane wnętrze zaprojektował Zygmunt Fedorski. Budynek przetrwał II wojnę światową bez uszkodzeń, w 1949 władza radziecka zmieniła nazwę hotelu na "Ukraina". Po 1991 nieremontowany obiekt znajdował się w katastrofalnym stanie, zburzono jedną z oficyn. Podczas prac przygotowawczych do kapitalnego remontu odkryto ślady wszystkich czterech etapów rozbudowy, projekt rewitalizacji opracowano w kijowskiej firmie "Giprocywilpromysz" pod kierunkiem Ołeksandra Dumczewa we współpracy z architektami Mikołą Gajda i Lydią Gornicką z "Ukrzachidproektrestawraciw", "Mistopreojektem" oraz Katedrą Konstrukcji Budowlanych i Mostów Politechniki Lwowskiej. Fasadzie przywrócono styl neorenesansowy, a oficyny rozbudowano tworząc neutralną elewację od strony ulicy Mykoły Woronego. Nie przywrócono funkcji hotelowej, obecnie jest to budynek biurowy mieszczący lwowską siedzibę AT „Ukreximbanku”. 
Do grona bywalców hotelu zaliczano Marię Konopnicką, Ołenę Pcziłkę, Łesię Ukrainkę, Aleksandra Augustynowicza i Józefa Makarewicza.